# وسطاء الزواج
وسطاء الزواج "الخطابة" (بالكورية: 혼례대첩)؛ هو مسلسل تلفزيوني كوري جنوبي، بطولة رو ون، تشو يي هيون. عرض على قناة كي بي إس 2 في 30 أكتوبر الى 25 ديسمبر 2023، يبث ايام الإثنين والثلاثاء الساعة 21:45 بتوقيت (KST).

## القصة
يحكي المسلسل قصة الأرمل الشاب، شيم جونج وو (روون)، وأرملة شابة تدعى جونج سون ديوك (تشو يي هيون)، يوحدان قواهما لتزويج أربع فتيات شابات يمثلن جوسون.

## طاقم
- روون في دور شيم جونغ-وو[4]

عالم كونفوشيوسي أصبح أصغر شخص يجتاز امتحان الخدمة المدنية بالولاية.
- تشا يي هيون في دور جونغ سون-ديوك[4]

أرملة وتعتبر زوجة ابن جواويجيونج الثانية .

### دور داعم
- بارك جي يونغ في دور باوك سو-هيون[4]

ابنة عشيرة بارك وحمات جونغ سون ديوك.
- جو هان-تشول في دور الملك[4]

الملك الذي يريد الزواج من بنات ماينج باك سان الثلاث.
- لي هاي-يونغ في دور جو يونغ-باي[4]

والد زوج جونغ سون ديوك وهو المستشار الأيسر.
- تشوي هي-جين في دور السيدة. جو[4]

أم لثلاث بنات.
- جين هي-كيونغ في دور الملكة

والدة ولي العهد الراحلة.
- جونغ شين-هاي في دور مانج ها-نا[4]

الابنة الكبرى لي ماينج
- بارك جي-وون في دور مانج دو-ري[4]

الابنة الثانية في ميانغ المعروفة باسم ماك دي نيو (امرأة ذات لسان قاس).
- جونغ بو-مين في دور مانغ سام-سوث[4]

الابنة الثالثة في ماينج وهي روائية عازبة وتتنكر في هيئة رجل لتوصيل الكتب.
- اوه يي-جو في دور جو يي-جين[4]

الابنة الشهيرة لعائلة جو وأخت زوج جونغ سون ديوك.
- بارك هوان-هي[5]

مالك هونغوول جايكغو، أفضل بيت ضيافة في هانيانغ.
- سون سانغ-ايون في دور لي سي يول

الحفيد الأكبر لعائلة سونجكيونكوان دايسيونغ وأفضل عريس في هانيانغ.
- تشوي كيونغ-هون في دور يون بو-جيوم[5]

الأخ الأكبر لـ جو ي-جين في الحي وهو أحد النبلاء الذين نشأوا ويتنقلون مع والديه وأقاربه ثم يقومون بالزراعة.
- كيم دونغ-هو في دور آهن دونغ-جون[5]

العبد القذر الذي يطارد العبيد الهاربين بمكافأة عليهم
- جيونغ سيونغ-جيل في دور هونغ تشون-سو[6]

رئيس هونغ وول جاك حو، الذي يحدد توجيهات سيدات هانيانغ النبيلات.
- سيو جين-وون - دو سيونج جو[5]
- لي سون وون - بارك بوك كي[5]
- كيم دا-هيين[7]
- وو هيون-جو[7]
- بارك هيون-جو[7]
- كيم جيون-هو[7]
- كيم جا-يونغ[7]
- كيم هيون-موكك[7]
- بانغ اون-جيونغ[7]
- هوي -يونغ[8]

## المشاهدات
| الموسم | الموسم | رقم الحلقة | رقم الحلقة | رقم الحلقة | رقم الحلقة | رقم الحلقة | رقم الحلقة | رقم الحلقة | رقم الحلقة | رقم الحلقة | رقم الحلقة | رقم الحلقة | رقم الحلقة | رقم الحلقة | رقم الحلقة  | رقم الحلقة  | رقم الحلقة  | المتوسط     |
| الموسم | الموسم | 1          | 2          | 3          | 4          | 5          | 6          | 7          | 8          | 9          | 10         | 11         | 12         | 13         | 14          | 15          | 16          | المتوسط     |
| ------ | ------ | ---------- | ---------- | ---------- | ---------- | ---------- | ---------- | ---------- | ---------- | ---------- | ---------- | ---------- | ---------- | ---------- | ----------- | ----------- | ----------- | ----------- |
|        | 1      | 733        | 593        | 696        | 657        | 611        | 633        | غ/م        | 664        | 728        | 591        | 755        | 739        | 797        | ستُعلن لاحقًا | ستُعلن لاحقًا | ستُعلن لاحقًا | ستُعلن لاحقًا |

| Ep.   | تاريخ البث      | تقييمات (نيلسن كوريا) | تقييمات (نيلسن كوريا) |
| Ep.   | تاريخ البث      | على الصعيد الوطني     | سيئول                 |
| ----- | --------------- | --------------------- | --------------------- |
| 1     | 30 اكتوبر 2023  | 4.5%                  | 4.2%                  |
| 2     | 31 أكتوبر 2023  | 3.6%                  | 3.4%                  |
| 3     | 6 نوفمبر 2023   | 4.0%                  | 4.0%                  |
| 4     | 7 نوفمبر 2023   | 3.9%                  | 3.7%                  |
| 5     | 13 نوفمبر 2023  | 3.5%                  | 3.5%                  |
| 6     | 14 نوفمبر 2023  | 3.7%                  | 3.4%                  |
| 7     | 20 نوفمبر 2023  | 3.3%                  | 3.6%                  |
| 8     | 27 نوفمبر 2023  | 3.9%                  | 4.1%                  |
| 9     | 29 نوفمبر 2023  | 4.1%                  | 4.0%                  |
| 10    | 4 ديسمبر 2023   | 3.4%                  | 3.4%                  |
| 11    | 5 ديسمبر 2023   | 4.3%                  | 4.2%                  |
| 12    | 11 ديسمبر 2023  | 4.3%                  | 4.3%                  |
| 13    | 12 ديسمبر 2023  | 4.4%                  | 4.6%                  |
| 14    | 18 ديسمبر، 2023 | 5.0%                  |                       |
| 15    | 19 ديسمبر 2023  | 5.0%                  |                       |
| 16    | 25 ديسمبر 2023  | 5.8%                  |                       |
| متوسط | متوسط           | 4.2%                  | —                     |

## الإنتاج
المسلسل من كتابة ها سو جين التي كتبت بيع منزلك المسكون (2022)، ومن اخراج هوانغ سيونغ-جي من اعماله العدالة (2019)، داخل الحلبة (2020). في 11 سبتمبر 2013 ، أعلنت شركة إف إن سي إنترتينمنت، أنها قد وقعت عقد إنتاج وتوريد بقيمة 17.2 مليار وون مع هيئة الإذاعة الكورية KBS لمسلسل "وسطاء الزواج". تعمل على انتاجه إف إن سي ستوري التابعة، بتعاون مع سينجو ليمتد.

## روابط خارجية
- الموقع الرسمي
 (بالكورية)
- وسطاء الزواج على موقع IMDb (الإنجليزية)
- وسطاء الزواج على موقع قاعدة بيانات الفيلم (الإنجليزية)
- وسطاء الزواج على هانسينما